# Хризостом (Маниотис)
Митрополи́т Хризостом (греч. Μητροπολίτης Χρυσόστομος, в миру Иоаннис Маниотис, греч. Ἰωάννης Μανιώτης; 1968, Керацини, Греция) — епископ греческой православной старостильной юрисдикции ИПЦ Греции (Синод Хризостома); митрополит Аттикийский и Биотийский (с 1999).

## Биография
Родился в 1968 году в пригороде Афин, городе Керацини в номархии Пирей в семье Димитрия и Георги́и Маниотис, являвшихся последователями греческой православной старостильной юрисдикции ИПЦ Греции (Синод Хризостома).
Окончил художественный лицей, а позднее Ризарийскую богословскую школу в Афинах и богословский институт Афинского университета (пастырское отделение).
В 1987 году был пострижен в монашество с Покровском монастыре близ селения Айос-Стефанос в Аттике с наречением имени Хризостом.
В 1987 году митрополитом Ахарнонским и Нэа Ионийским Афанасием (Хараламбидисом) был рукоположен в сан иеродиакона, а в 1989 году им же в День Святого Духа в Свято-Троицком соборе Родополи хиротонисан в сан иеромонаха и проходил приходское служение, а в 1996 году был назначен протосинкеллом Афинской архиепископии.
В августе 1999 года был избран и рукоположен в сан епископа Аттикийского, а в 2000 году возведён в достоинство митрополита Аттикийского и Биотийского.
Кроме греческого (родной), владеет английским языком.